# Синкретизъм
Синкретизмът (на гръцки: συγκρητισμός – съединение, обединяване) е съчетание на различни, често привидно противоречиви мисловни, идейни течения или вярвания, съществуващи паралелно . Пример е религиозният синкретизъм като смесване на разнородни религиозни виждания в една религия, сред еднородно или не население. Религиозен синкретизъм съществува още от древни времена в България, но дори и след покръстването (864 г. – княз Борис), когато наред с нововъведеното и все още „неразбрано“ християнство народът продължавал да се придържа към езическите си духовни обичаи които се смесват с новата царска религия.